# Jasmin Achermann
Jasmin Achermann, née le 7 juillet 1989 à Gunzwil dans le canton de Lucerne, est une coureuse cycliste suisse, spécialiste du cyclo-cross. Octuple championne de Suisse de cyclo-cross, elle fait son retour lors de la saison 2016-2017 après trois ans d'absence en raison de multiples blessures.

## Palmarès en cyclo-cross
- 2007-2008
  -  Championne de Suisse de cyclo-cross
- 2008-2009
  -  Championne de Suisse de cyclo-cross
  - GP-5-Sterne-Region, Beromünster
- 2009-2010
  -  Championne de Suisse de cyclo-cross
  - GP-5-Sterne-Region, Beromünster
- 2010-2011
  -  Championne de Suisse de cyclo-cross
  - Internationales Radquer Steinmaur, Steinmaur
- 2011-2012
  -  Championne de Suisse de cyclo-cross
  - Ciclocross del Ponte, Oderzo
- 2012-2013
  -  Championne de Suisse de cyclo-cross
  - Internationales Radquer Frenkendorf, Frenkendorf
  - Flückiger Cross Madiswil, Madiswil
  - Ciclocross del Ponte, Oderzo
  - GP-5-Sterne-Region, Beromünster
- 2016-2017
  -  Championne de Suisse de cyclo-cross
  - Flückiger Cross Madiswil, Madiswil
  - Cyclocross International Nyon, Nyon
  - Internationales Radquer Dagmersellen, Dagmersellen
- 2017-2018
  -  Championne de Suisse de cyclo-cross
  - Cyclocross International Nyon, Nyon
  - Cyclocross International Sion-Valais, Sion